# Edgar Szevikjan
Edgar Szevikjan (örményül: Էդգար Սևիկյան; Moszkva, 2001. augusztus 8. –) örmény válogatott labdarúgó, Ferencváros játékosa.

## Pályafutása

### Klubcsapatokban
Az örmény származású Szevikjan Moszkvában született. 2006-tól a Lokomotyiv Moszkvában ismerkedett meg a labdarúgás alapjaival, majd 2017-ben a spanyol Levante utánpótlás csapatához távozott. Az édesanyja és a testvére ekkor már Spanyolországban élt. Az apja, Martirosz Szevikjan Moszkvában maradt, a fia érdekeit ekkor az InterStarDeporte ügynökség képviselte. 2019. június 22-én aláírta első profi szerződését, 3 évre elkötelezte magát a Levantéhoz.
2020. január 19-én debütált a Segunda División B-ben a tartalékoknál: Álex Blesa cseréjeként lépett pályára a  Sabadell ellen a második félidőben. Hét nappal később csapata második gólját szerezte a Hércules ellen 3–1-re megnyert mérkőzésen.
2020. december 5-én debütált az első csapatban – és a La Ligában – a gólkirály Jorge de Frutos helyére állt be, a hazaiak 3–0-s győzelmet arattak a Getafe ellen.
2022. július 6-án hároméves szerződést írt alá az orosz élvonalbeli FC Nyizsnyij Novgoroddal.
 2022. október 9-én játszott először az orosz első osztályban a Novgorod színeiben a Torpedo Moszkva  ellen.

#### Ferencváros
2024. január 17-én az NB I-be szerződött a Ferencvároshoz.
Április 10-én szerezte meg első gólját a magyar csapatban a Diósgyőr ellen 2–1-re megnyert hazai bajnoki találkozón.
Április 24-én Balmazújvárosban a magyar kupa elődöntőjében a Nyíregyháza elleni mérkőzésen a 89. percben győztes gólt rúgott (2–1).

#### Lokomotyiv Moszkva (kölcsönben)
2024. szeptember 6-án a Ferencváros kölcsönadta nevelőklubjának, a Lokomotyiv Moszkvának. Összesen 20 mérkőzésen lépett pályára a fővárosi csapatban, és négy gólpasszt adott.

### A válogatottban

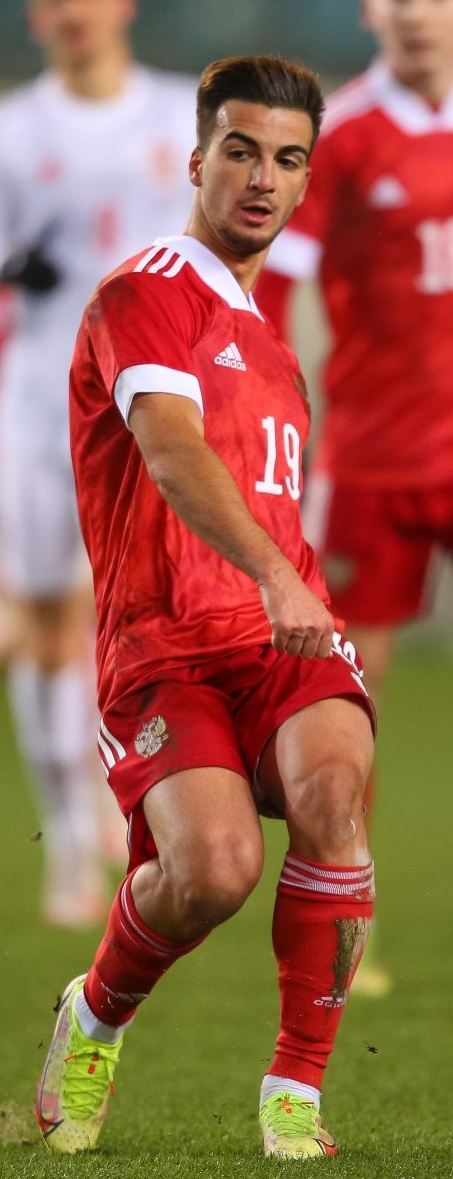
Az Orosz U21-es labdarúgó-válogatott tagjaként a Spanyolország elleni mérkőzésen (2021)

Szevikjan Oroszországot képviselte az utánpótlás csapatokban (U-15 éven aluliaktól a U-20 év alattiakig). Akkor még nem volt egyértelmű, hogy hol fog játszani a későbbi pályafutása során. Az örmény és az orosz szövetséggel folytatott tárgyalások során kijelentette, hogy még időre van szüksége a döntéshez.
2021. szeptember 3-án mutatkozott be az Orosz U21-es csapatban a Spanyolország elleni U21-es Eb-selejtezőn, amelyet Oroszország 4–1-re elveszített.
2023 szeptemberében kapott először meghívást az orosz labdarúgó-válogatott edzőtáborába.
2023. augusztus 31-én nyilatkozatot adott ki, amelyben úgy döntött, hogy inkább az örmény labdarúgó-válogatottat képviseli. Örményország színeiben 2023. október 12-én mutatkozott be a Lettország elleni 2024-es Eb-selejtezőn. Első gólját az örmény válogatottban 2024. március 26-án szerezte a Csehország elleni barátságos mérkőzésen.

## Statisztika

### Klubcsapatokban
Frissítve: 2025. július 26-án.
| Klub                            | Szezon           | Bajnokság                   | Bajnokság | Bajnokság | Kupa  | Kupa  | Nemzetközi | Nemzetközi | Egyéb | Egyéb | Összesen | Összesen |
| Klub                            | Szezon           | Liga                        | Mérk.     | Gólok     | Mérk. | Gólok | Mérk.      | Gólok      | Mérk. | Gólok | Mérk.    | Gólok    |
| ------------------------------- | ---------------- | --------------------------- | --------- | --------- | ----- | ----- | ---------- | ---------- | ----- | ----- | -------- | -------- |
| Levante B                       | 2019–20          | Segunda Federación (IV. o.) | 8         | 1         | —     | —     | —          | —          | —     | —     | 8        | 1        |
| Levante B                       | 2020–21          | Segunda Federación (IV. o.) | 23        | 2         | —     | —     | —          | —          | —     | —     | 23       | 2        |
| Levante B                       | 2021–22          | Segunda Federación (IV. o.) | 13        | 1         | —     | —     | —          | —          | —     | —     | 13       | 1        |
| Levante B                       | Összesen         | Összesen                    | 44        | 4         | —     | —     | —          | —          | —     | —     | 44       | 4        |
| Levante                         | 2020–21          | La Liga                     | 1         | 0         | 1     | 0     | —          | —          | —     | —     | 2        | 0        |
| Levante                         | Összesen         | Összesen                    | 1         | 0         | 1     | 0     | —          | —          | —     | —     | 2        | 0        |
| Nyizsnyij Novgorod              | 2022–23          | Premjer-Liga                | 10        | 0         | 4     | 0     | —          | —          | 2     | 1     | 16       | 1        |
| Nyizsnyij Novgorod              | 2023–24          | Premjer-Liga                | 18        | 4         | 6     | 3     | —          | —          | —     | —     | 24       | 7        |
| Nyizsnyij Novgorod              | Összesen         | Összesen                    | 28        | 4         | 10    | 3     | —          | —          | 2     | 1     | 40       | 8        |
| Ferencváros                     | 2023–24          | NB I                        | 12        | 1         | 4     | 1     | —          | —          | —     | —     | 16       | 2        |
| Ferencváros                     | 2024–25          | NB I                        | 0         | 0         | —     | —     | 1          | 0          | —     | —     | 1        | 0        |
| Ferencváros                     | 2025–26          | NB I                        | 1         | 0         | —     | —     | 1          | 0          | —     | —     | 2        | 0        |
| Ferencváros                     | Összesen         | Összesen                    | 13        | 1         | 4     | 1     | 2          | 0          | —     | —     | 19       | 2        |
| Lokomotyiv Moszkva (kölcsönben) | 2024–25          | Premjer-Liga                | 14        | 0         | 6     | 0     | —          | —          | —     | —     | 20       | 0        |
| Lokomotyiv Moszkva (kölcsönben) | Összesen         | Összesen                    | 14        | 0         | 6     | 0     | —          | —          | —     | —     | 20       | 0        |
| Karrier összesen                | Karrier összesen | Karrier összesen            | 100       | 9         | 21    | 4     | 2          | 0          | 2     | 0     | 125      | 14       |

1. ↑  Pályára lépései a rájátszásban.
2. 1 2  Pályára lépés(ek) a Bajnokok ligájában.

### A válogatottban
2025. június 9-én frissítve.
| Válogatott   | Év       | Mérk. | Gól |
| ------------ | -------- | ----- | --- |
| Örményország | 2023     | 4     | 0   |
| Örményország | 2024     | 9     | 1   |
| Örményország | 2025     | 4     | 1   |
| Összesen     | Összesen | 17    | 2   |

### Góljai a válogatottban
2025. március 23-án lett frissítve.
| Ssz. | Dátum             | Helyszín                                   | Ellenfél   | Gólja | Végeredmény | Verseny                    |
| ---- | ----------------- | ------------------------------------------ | ---------- | ----- | ----------- | -------------------------- |
| 1.   | 2024. március 26. | Stadion Letná, Prága, Csehország           | Csehország | 1–0   | 1–2         | Barátságos mérkőzés        |
| 2.   | 2025. március 23. | Borisz Paicsadze Stadion, Tbiliszi, Grúzia | Grúzia     | 1–5   | 1–6         | Nemzetek Ligája osztályozó |

## Sikerei, díjai

### Klubcsapatban
Ferencváros
- Magyar bajnok (1): 2023–24
- Magyar kupa ezüstérmes (1): 2024[27]

### Egyéni
- HSA Hónap Játékosa díj (2024. április)[28]

## Fordítás
- Ez a szócikk részben vagy egészben  az   Edgar Sevikyan című angol Wikipédia-szócikk ezen változatának fordításán alapul.  Az eredeti cikk szerkesztőit annak laptörténete sorolja fel. Ez a jelzés csupán a megfogalmazás eredetét és a szerzői jogokat jelzi, nem szolgál a cikkben szereplő információk forrásmegjelöléseként.